# 笑劇

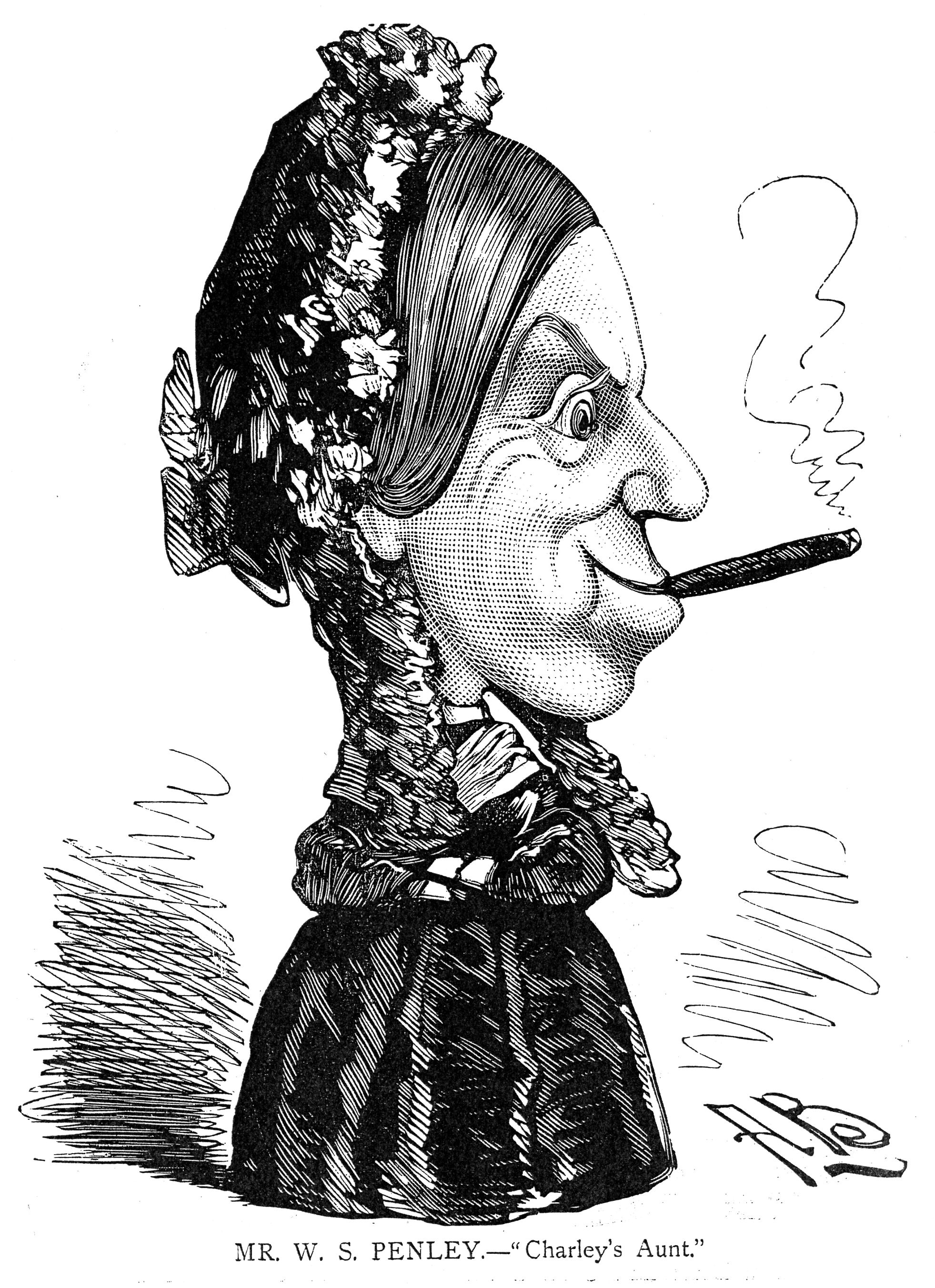
ブランドン・トーマス作の笑劇『Charley's Aunt』の1892年初演で主役を演じたW. S. Penleyを描いたアルフレッド・ブライアンの絵

笑劇（しょうげき、farce: 英語よみ：ファース、フランス語よみ：ファルス、道化芝居とも訳される）とは、観客を楽しませることを目的とした、演劇または映画のために書かれた喜劇の1形態。

## 概略
笑劇の特徴としては、以下のことが挙げられる。
- 現実には起こりそうもない突飛なシチュエーション。
- 変装と人間違い。
- 様々な程度に洗練された言葉によるユーモア。それは性的なほのめかしや言葉遊びを含むかも知れない。
- 早い展開の筋。普通、物語が進むにすれ、どんどん早くなり、エンディング（凝りに凝った追跡シーンを含むことが多い）でその頂点を極める。

多くの笑劇はクライマックスに向けて慌ただしいペースで動く。その中で、最初にあった問題は最後には解決されるが、デウス・エクス・マキナはひねりが加えられている。一般にはハッピーエンドで幕を閉じる。勧善懲悪のしきたりは普通見られない。主人公は、たとえそれが犯罪になろうとも、必死に隠そうとしたものを持って逃げることがある。
たいていの笑劇は逸脱したふるまいに非常に寛大で、「人間」をつまらない・不合理・金に弱い・幼稚・無意識の行動（automatic behavior）に走りがちの存在として描写する傾向がある。この点で笑劇は自然と風刺と較べられる。実際、笑劇は単なる1ジャンルではなく、たとえばロマンティック・コメディといった他の形式と組み合わせて起こる、フレキシブルなドラマ様式である。笑劇は演劇の伝統と見なされている。
ばかげてありえないシチュエーション、当意即妙の応答、幅の広い即物的なユーモアに関係する限りでは、笑劇は広くテレビのシチュエーション・コメディ、サイレント映画、スクリューボール・コメディの中で使われてきた。（Bedroom farceも参照）

## 笑劇の例
とくにコメントしていないものは舞台作品。

### イギリス
- 作者不詳『The Second Shepherds' Play』（14世紀）
- クリストファー・マーロウ『マルタ島のユダヤ人』（The Jew of Malta, 1589年頃）
- ウィリアム・シェイクスピア『間違いの喜劇』（1594年以前）
- アーサー・ウィング・ピネロ（Arthur Wing Pinero）『The Magistrate』（1885年）
- ブランドン・トーマス（Brandon Thomas）『Charley's Aunt』（1892年）
- オスカー・ワイルド『真面目が肝心』（1895年）
- ベン・トラヴァース（Ben Travers）『Thark』（1927年）
- ノエル・カワード『枯草熱』（Hay Fever, 1925年）、『Present Laughter』（1939年）
- フィリップ・キング（Philip King）『See How They Run』（1945年）、『Big Bad Mouse』（1957年）
- ジョー・オートン（Joe Orton）『Loot』（1967年）、『What the Butler Saw』（1969年）
- マイケル・パートウィー（Michael Pertwee）『Don't Just Lie There, Say Something!』（1971年。1973年映画化）
- Anthony Marriott & Alistair Foot『No Sex Please, We're British』（1971年。1973年映画化）
- ジョン・クリーズ『フォルティ・タワーズ』（1975年 - 1979年。テレビ番組）
- John Chapman & Anthony Marriott『Shut Your Eyes and Think of England』（1977年）
- デレク・ベンフィールド（Derek Benfield）『Touch and Go』（1982年）
- マイケル・フレイン『Noises Off』（1982年）
- ナイジェル・ウィリアムズ（Nigel Williams (author)）『W.C.P.C.』（1982年）
- Miles Tredinnick『Laugh? I Nearly Went to Miami!』（1986年）、『It's Now or Never!』（1991年）
- アラン・エイクボーン（Alan Ayckbourn）『A Small Family Business』（1987年）
- トム・ケピンスキー『Sex Please, We're Italian!』（1991年）
- レイ・クーニー（Ray Cooney）『ファニー・マネー』（Funny Money, 1994年）

### フランス
- 作者不詳『少年と盲人』（13世紀） - 現存するフランス文学最古のファルス。
- ジョルジュ・フェドー『Le Dindon』（1896年）、『La Puce à l'oreille』（1907年）
- オクターヴ・ミルボー『Farces et moralités』（1904年）
- マルク・カモレッティ『ボーイング・ボーイング』（1960年）、『Pyjamas Pour Six』（1985年）
- ジャン・ポワレ（Jean Poiret）『La Cage aux Folles』（1973年）

### ドイツ
- Carl Laufs & Wilhelm Jacoby『Pension Schöller』（1890年）
- Franz Arnold & Ernst Bach『Weekend im Paradies』（1928年）

### イタリア
- ダリオ・フォ『アナーキストの事故死』(Morte accidentale di un anarchico,1970年）

### ロシア
- ニコライ・ゴーゴリ『検察官』（Ревизор, 1836年）
- アントン・チェーホフ『結婚申込』（1888年 - 1889年）

### アメリカ合衆国
- エイヴァリー・ホップウッド（Avery Hopwood）&ウィルソン・コリソン『Getting Gertie's Garter』（1927年）
- 映画『赤ちゃん教育』（1938年）
- 映画『ママのご帰還』（1940年）
- ジョセフ・ケッセルリング（Joseph Kesselring）『Arsenic and Old Lace』（1941年）
- プレストン・スタージェス『結婚五年目』（The Palm Beach Story, 1942年。映画）
- 映画『ダニー・ケイの牛乳屋』（The Kid from Brooklyn, 1946年）
- 映画『ウチの亭主と夢の宿』（Mr. Blandings Builds His Dream House, 1948年）
- 映画『腰抜け千両役者』（Fancy Pants, 1950年）
- 映画『モンキー・ビジネス』（1952年）
- テレビドラマ『アイ・ラブ・ルーシー』（1951年 - 1957年）
- 映画『お熱いのがお好き』（1959年）
- 映画『おかしなおかしなおかしな世界』（1963年）
- 映画『プロデューサーズ』（1968年）

### 日本
- 坂口安吾『風博士』（1931年 - 1932年）
- テレビドラマ『じゃじゃ馬ならし』(1993年)
- 映画『愛のむきだし』(2009年)